# Tenkodogo
Tenkodogo es una ciudad de Burkina Faso. Su población según el censo de 2019 era de 61 936 habitantes. Es la capital de la provincia de Boulgou y de uno de los ocho departamentos que la forman.
En 1942 se instauró la parroquia de Tenkodogo, dependiente de la arquidiócesis de Koupéla. El 11 de febrero de 2012 dicha parroquia fue elevada a diócesis por el papa Benedicto XVI, siendo su primer obispo Posper Kontiébo.
Tiene un aeropuerto (código TEG).